# Jack Greenwell
Jack Greenwell (ur. 2 stycznia 1884 w Crook, zm. 20 listopada 1942 w Bogocie) – angielski piłkarz grający na pozycji pomocnika, a także trener piłkarski.
Trenując FC Barcelona, zdobył dwukrotnie Puchar Króla i pięciokrotnie mistrzostwo Katalonii.